# Alien Beat Club
Alien Beat Club, ofta förkortat ABC, är en dansk musikgrupp som bildades år 2009.

## Karriär
Gruppen blev känd efter sin andra placering i den andra säsongen av den danska versionen av The X Factor. Gruppens fyra medlemmar är Kasper, Patricia, Marcel och Stephanie. De hade alla prövat för programmet som soloartister men blev ihopsatta till ett band av Remee, en av programmets tre domare. Deras debutalbum Diversity släpptes den 23 november 2009. Deras debutsingel "My Way" toppade den danska singellistan där den tillbringade totalt 19 veckor.

## Diskografi

### Album
- 2009 - Diversity

### Singlar
- 2009 - "My Way"
- 2010 - "Simple Things"
- 2010 - "It's My World"